# Plácido Jove y Hevia
Plácido Jove y Hevia (Villaviciosa, 7 de setembre de 1823 - 22 de juny de 1909) fou un noble, polític, jurista i escriptor en castellà i asturlleonès, diputat a les Corts Espanyoles durant la restauració borbònica i Vescomte de Campo Grande des de 1879.
Va fer l'ensenyament secundari a Gijón i estudià dret a la Universitat d'Oviedo, doctorant-se a la Universitat de Madrid. Quan era estudiant va fundar i col·laborar activament a El Nalón en 1842, òrgan del romanticisme asturià, i als diaris de Madrid El Debate i El Tiempo. Va publicar poemes en asturià com Cuatro verdades al pueblo, Pachu y Pericu i El ferrocarril de Langreo.
Especialitzat en dret internacional, va ingressar en la carrera consular i fou destinat a Atenes, Nàpols, Malta, Perpinyà, Hamburg, Lisboa i Alger. En 1864 fou diputat a les Corts per Villaviciosa, i després de la revolució de 1868 fou escollit novament diputat per Gijón a les eleccions generals espanyoles de 1871 i per Pravia a les d'agost de 1872. Va votar contra la Primera República Espanyola i va donar suport la restauració borbònica i a Antonio Cánovas del Castillo, i fou elegit diputat per Pravia a les eleccions generals espanyoles de 1876, 1879 i 1884, i per L'Infiestu a les eleccions generals espanyoles de 1886.
Va ocupar els càrrecs de cap de la secció de comerç en el ministeri d'Estat, subsecretari d'Estat i d'Hisenda, director general de Duanes, vocal de la Junta d'Aranzels i dels Consells d'Agricultura i Sanitat, i director de la Compañía Arrendataria de Tabacos. L'abril de 1882 fou escollit acadèmic de la Reial Acadèmia de Ciències Morals i Polítiques. També fou senador per Oviedo
de 1881 a 1884 i senador vitalici de 1891 fins a la seva mort. Va rebre la gran creu de l'Orde d'Isabel la Catòlica i la Legió d'Honor.

## Obres
- Poesías selectas en dialecto asturiano, 1887. ISBN 84-600-4812-8
- Dominación de España en Malta desde 1285 hasta 1530
- El Fuero de Extranjería
- El Sistema comercial en Grecia
- La Práctica de Consulados
- La Historia de la Poesía
- Los Cantos de un peregrino
- El Estudio de las leyes de Partida